# Piotr Sarré
Piotr Jan Sarré (ur. 20 lutego 1949 w Gliwicach) – polski samorządowiec, przedsiębiorca i inżynier chemik, w latach 1991–1993 prezydent Gliwic.

## Życiorys
Absolwent I Liceum Ogólnokształcącego im. Edwarda Dembowskiego w Gliwicach. W 1972 ukończył studia z inżynierii chemicznej i procesowej na Politechnice Śląskiej. W kadencjach 1990–1994 i 1994–1998 zasiadał w radzie miejskiej Gliwic. Od 6 listopada 1991 do 28 czerwca 1993 zajmował stanowisko prezydenta miasta. Związany z lokalnym Porozumieniem dla Gliwic, z jego ramienia w 2002 ubiegał się o prezydenturę (zajął 6 miejsce na 11 kandydatów z poparciem 3% głosów). Od lat 90. był przedstawicielem niemieckiej spółki chemicznej na Polskę. Następnie został współwłaścicielem i głównym technologiem przedsiębiorstwa z branży przetwórstwa odpadów.